# Residenties van het Koninklijk Huis van Savoye

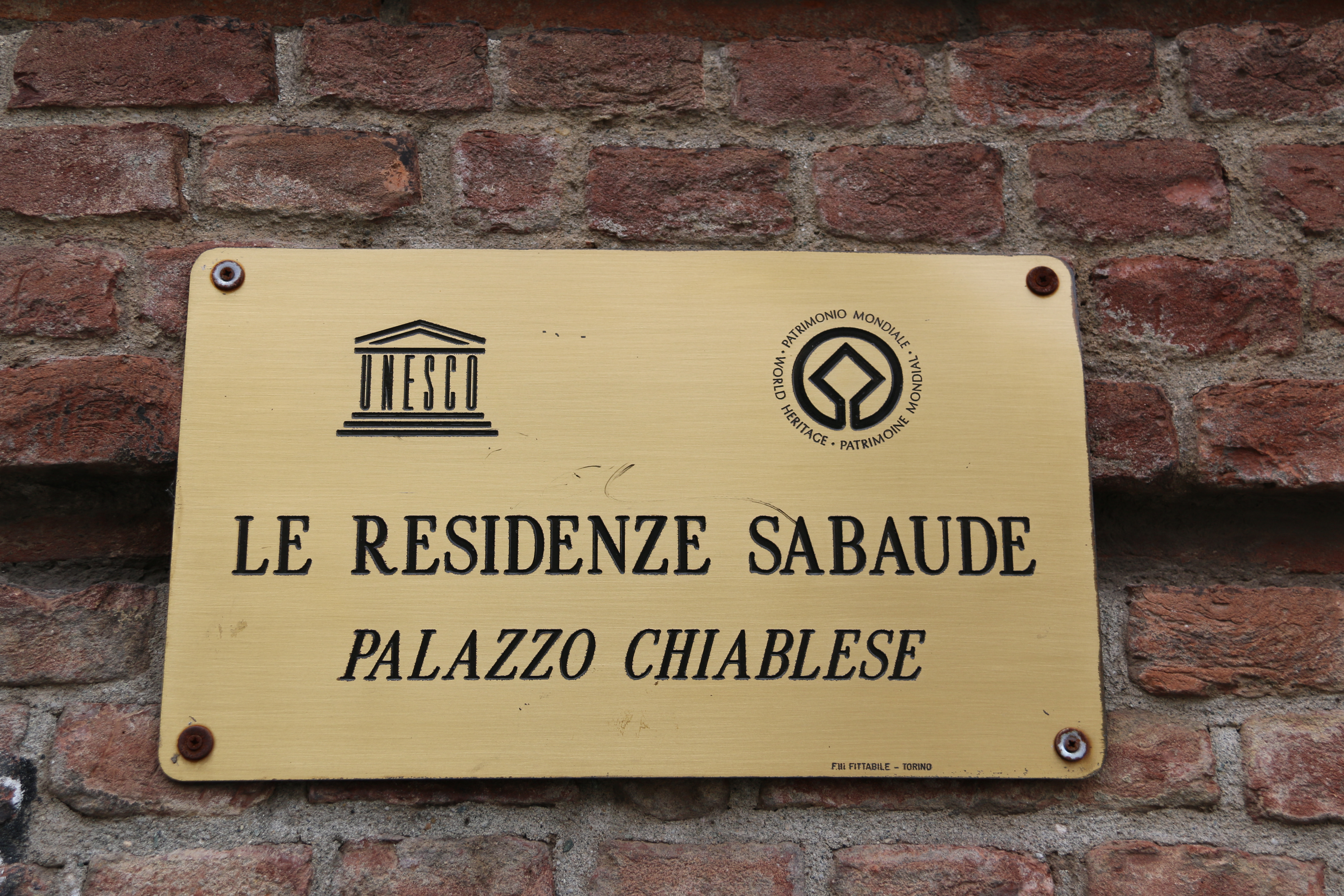
Unesco-plaquette aan het Palazzo Chiablese

De residenties van het Koninklijk Huis van Savoye vormen een Italiaanse inschrijving op de UNESCO-Werelderfgoedlijst. Het erfgoed is in 1997 op de lijst ingeschreven en omvat meerdere bouwwerken in de stad Turijn en de gelijknamige provincie in de regio Piëmont.
De bouwwerken tonen de macht van het huis Savoye en zijn gebouwd door Emanuel Filibert van Savoye, die in 1562 van Turijn zijn hoofdstad maakte, en zijn opvolgers. Deze gebouwen, die ontworpen en verfraaid zijn door de vooraanstaande architecten en artiesten van hun tijd, omvatten zowel stadsresidenties, zoals het Koninklijk Paleis van Turijn, als paleizen, kastelen en jachtsloten in de streek eromheen.
De residenties zijn op de werelderfgoedlijst geplaatst op basis van criteria (i), (ii), (iv) en (v). Zij vormen een uitgebreid overzicht van de Europese monumentale architectuur van de 17e en 18e eeuw en zijn een mooie illustratie van de manier waarop stijl, afmetingen en ruimte gebruikt worden om absolute monarchie op materieel vlak uit te drukken.
De gebouwen die deel uitmaken van het werelderfgoed zijn:
- In Turijn:
  - Armeria Reale
  - Castello del Valentino
  - Cavallerizza
  - Koninklijk Paleis van Turijn (Palazzo Reale)
  - Koninklijke Bibliotheek van Turijn
  - Palazzo dell'Accademia Militare
  - Palazzo Carignano
  - Palazzo Chiablese
  - Palazzo Madama
  - Palazzo della Prefettura
  - Staatsarchief van Turijn
  - Voorgevel van het Teatro Regio
  - Villa della Regina
- In Piëmont:
  - Castello della Mandria
  - Kasteel van Agliè
  - Kasteel van Govone
  - Kasteel van Moncalieri
  - Kasteel van Pollenzo
  - Kasteel van Racconigi
  - Kasteel van Rivoli
  - Stupinigi-jachtslot
  - Paleis van Venaria

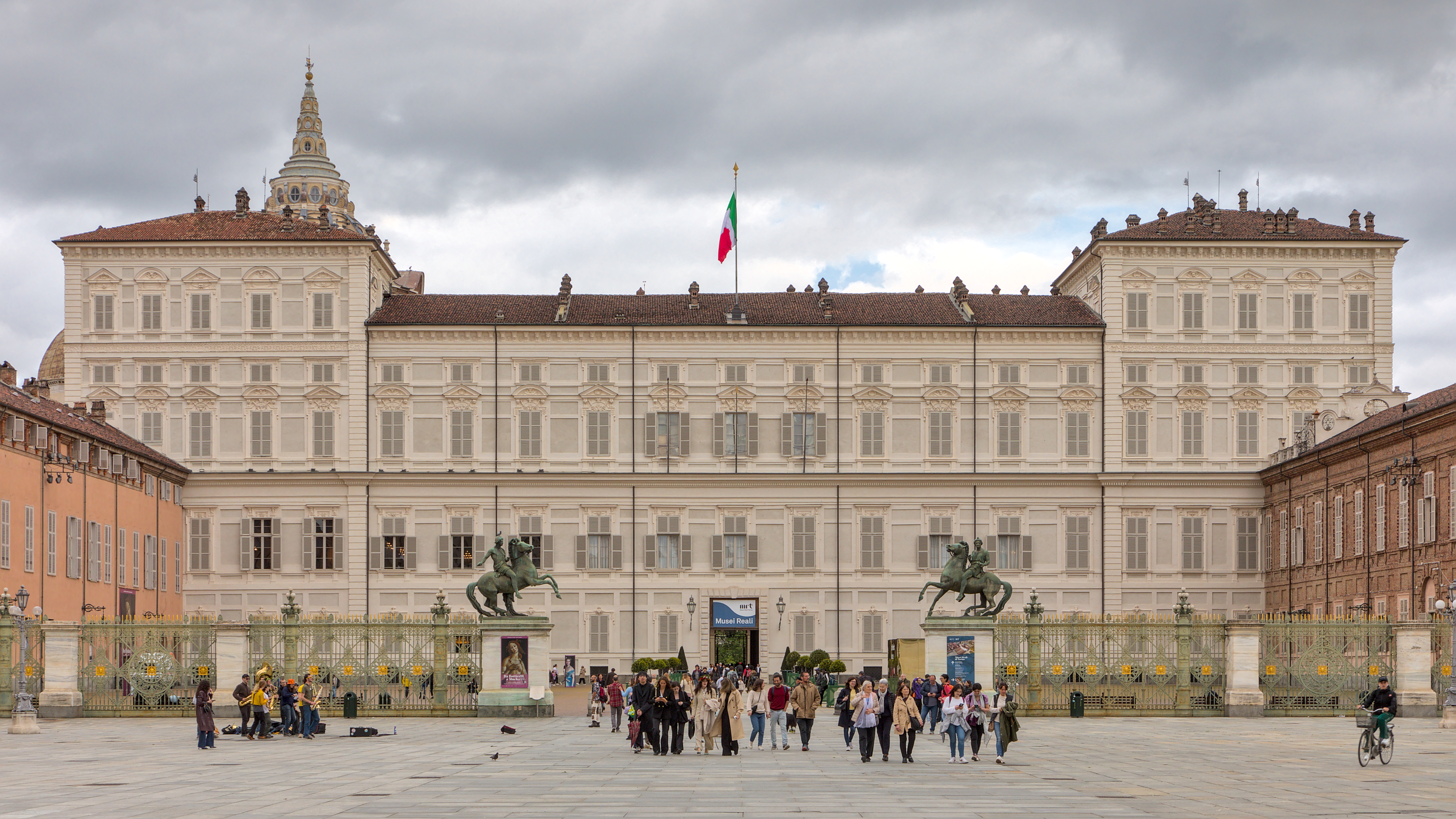
Koninklijk Paleis in Turijn
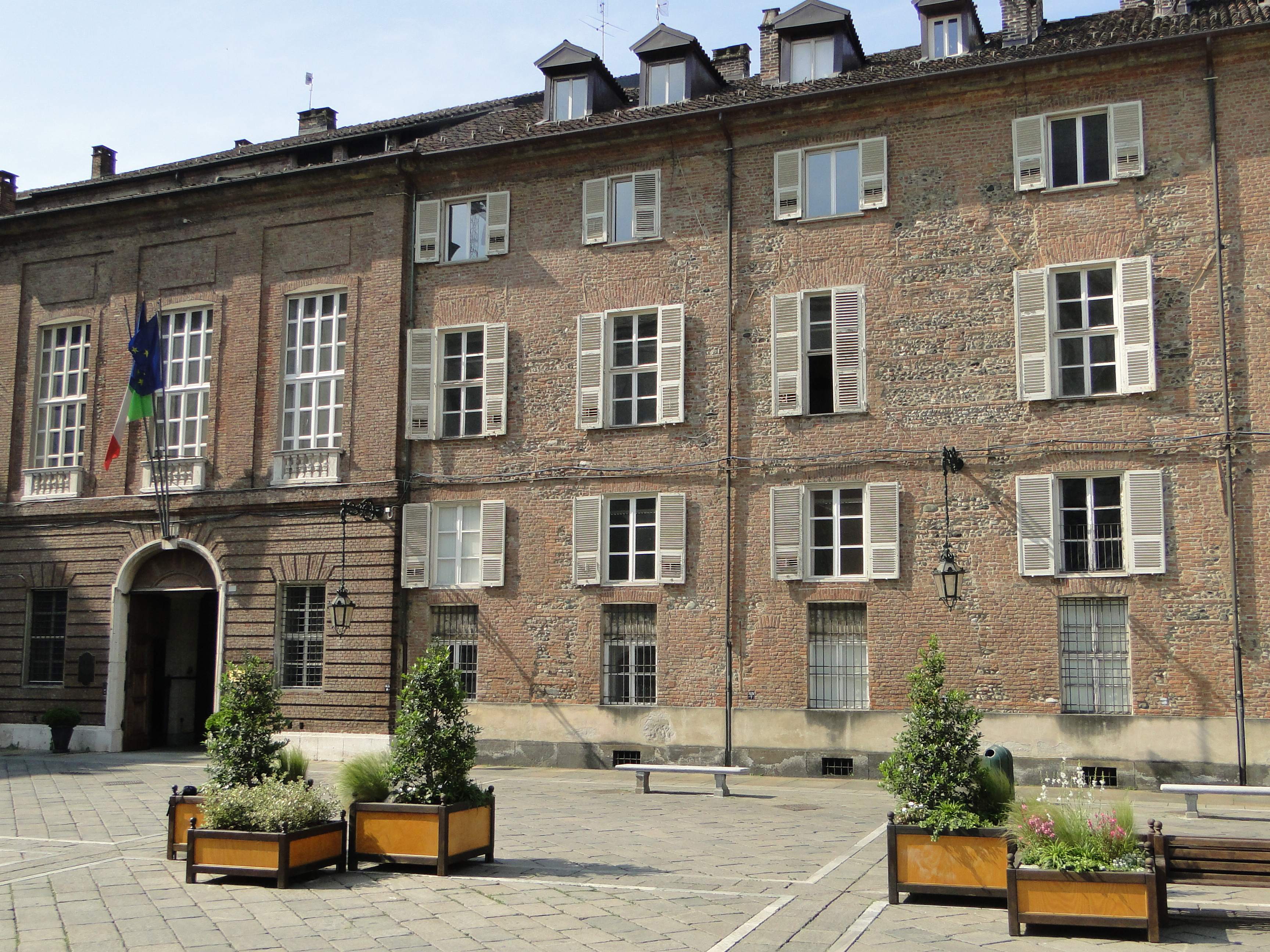
Palazzo Chiablese
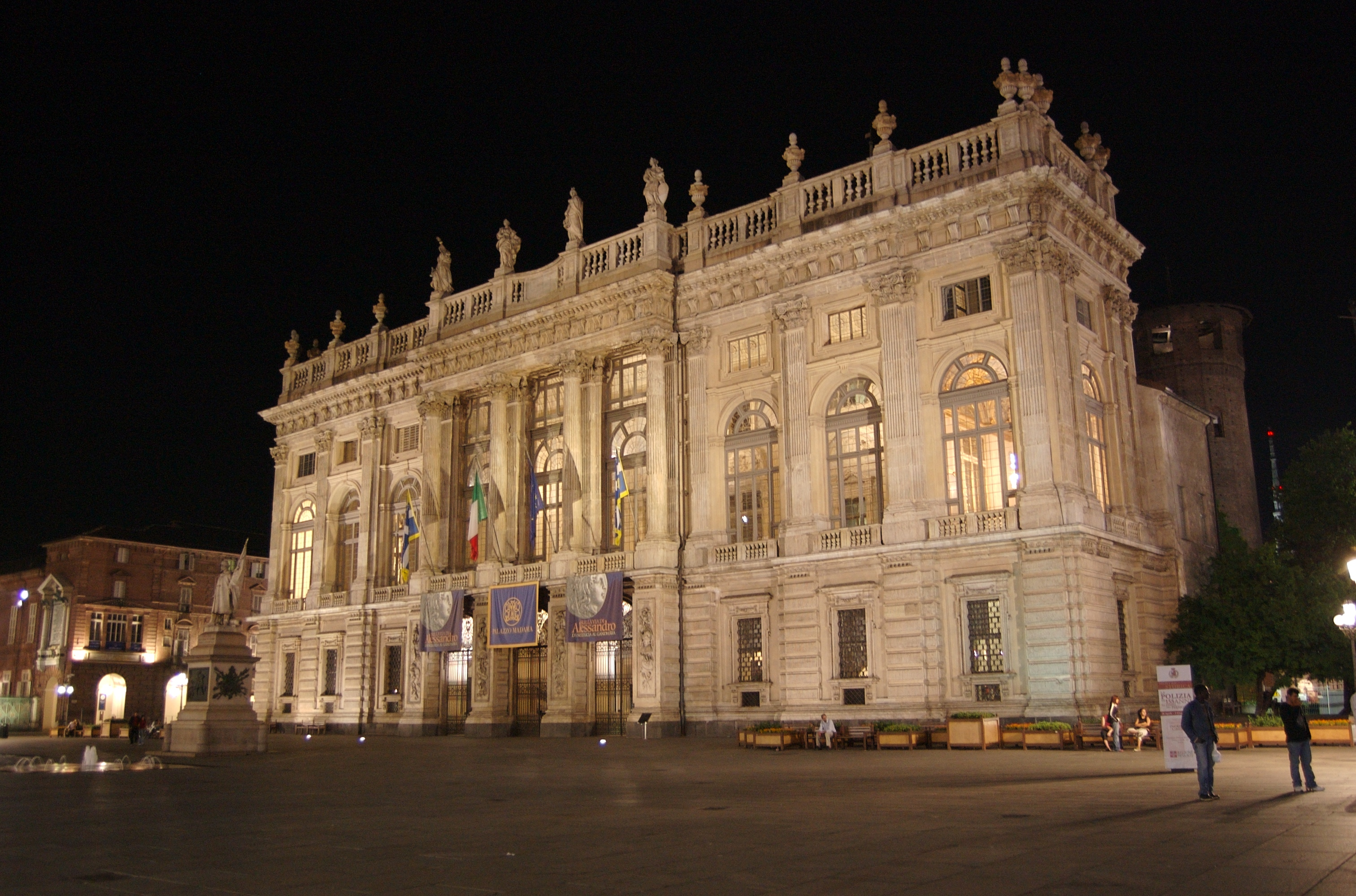
Palazzo Madama
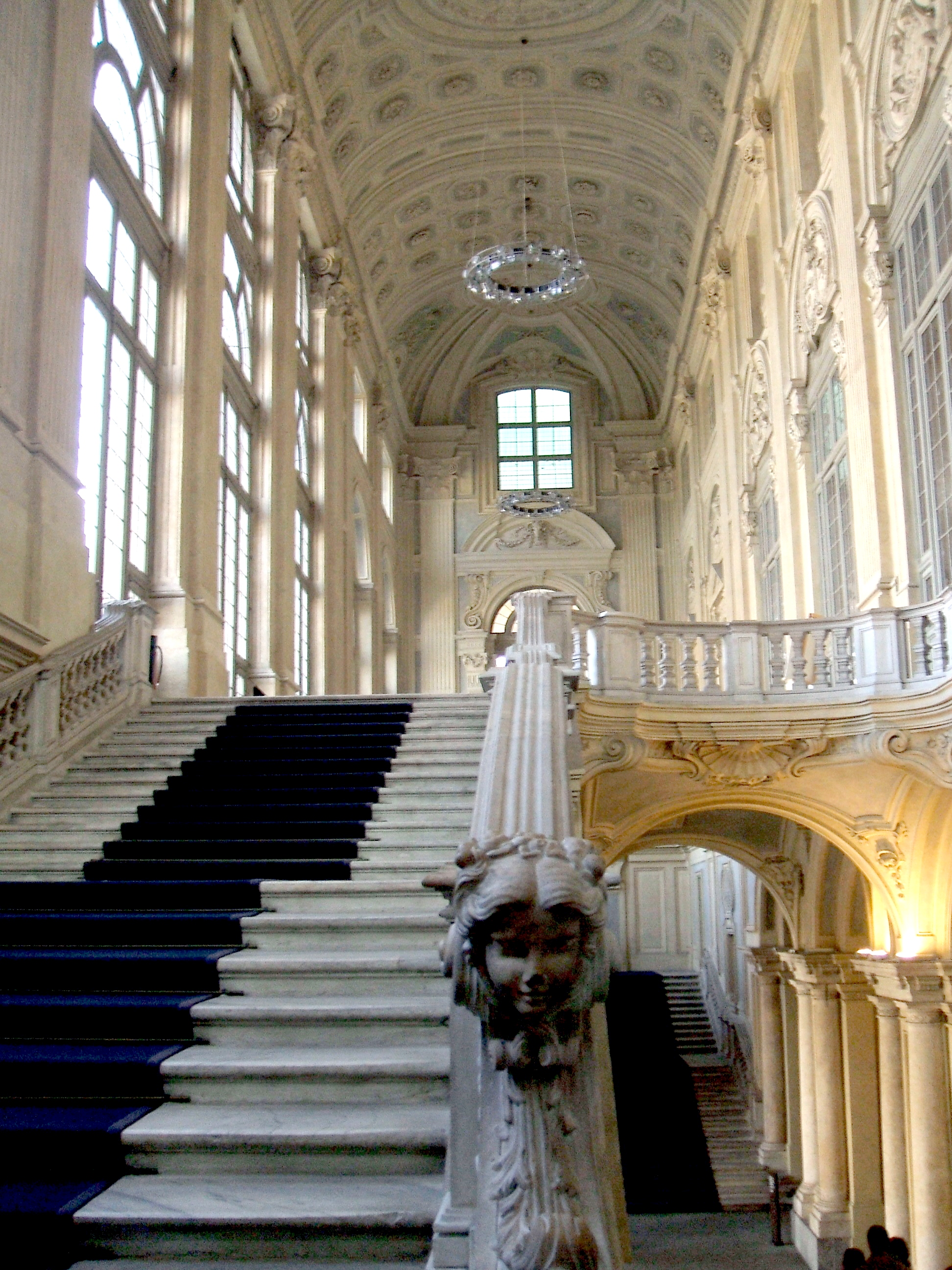
Trap in het Palazzo Madama
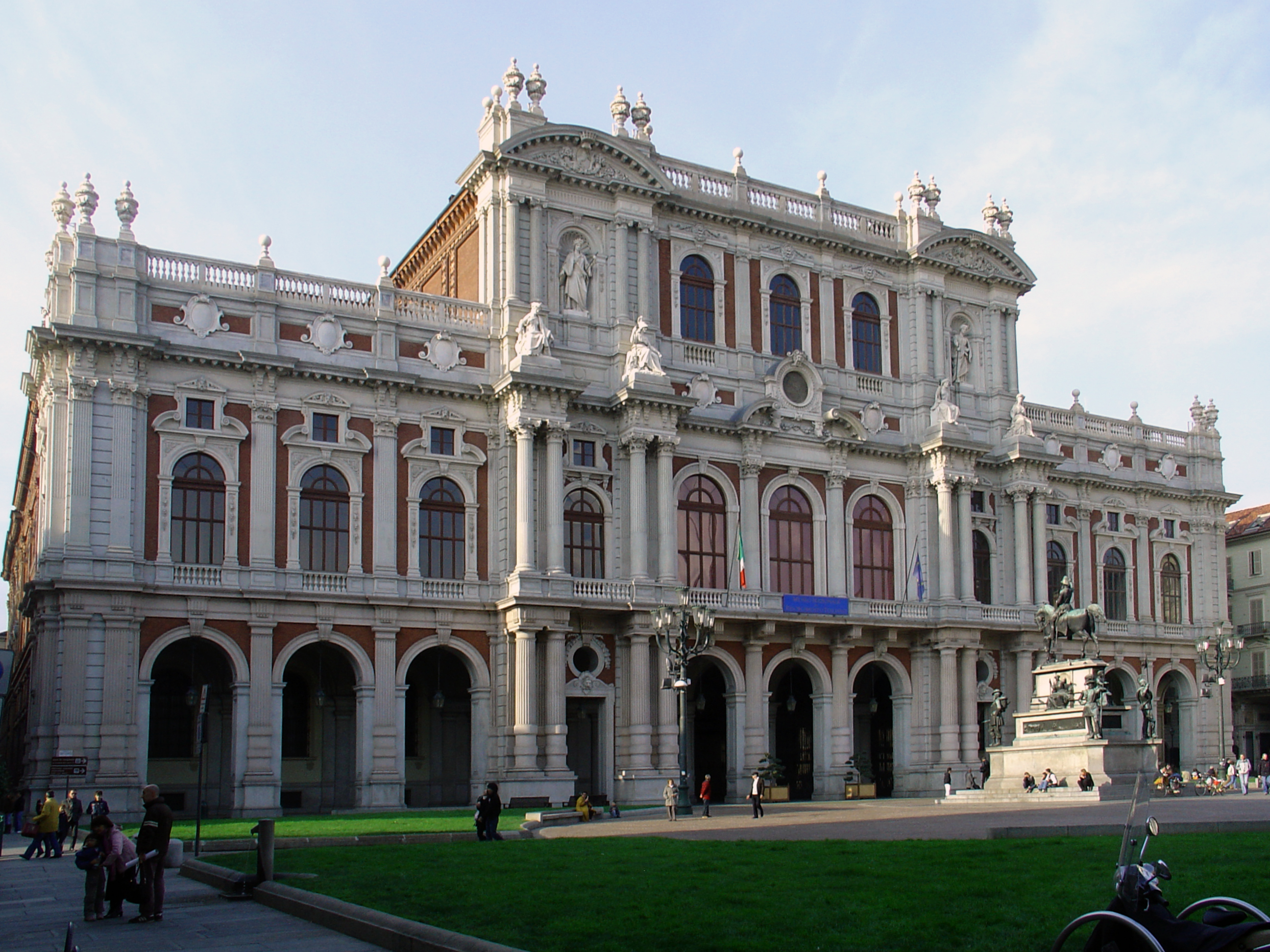
Palazzo Carignano
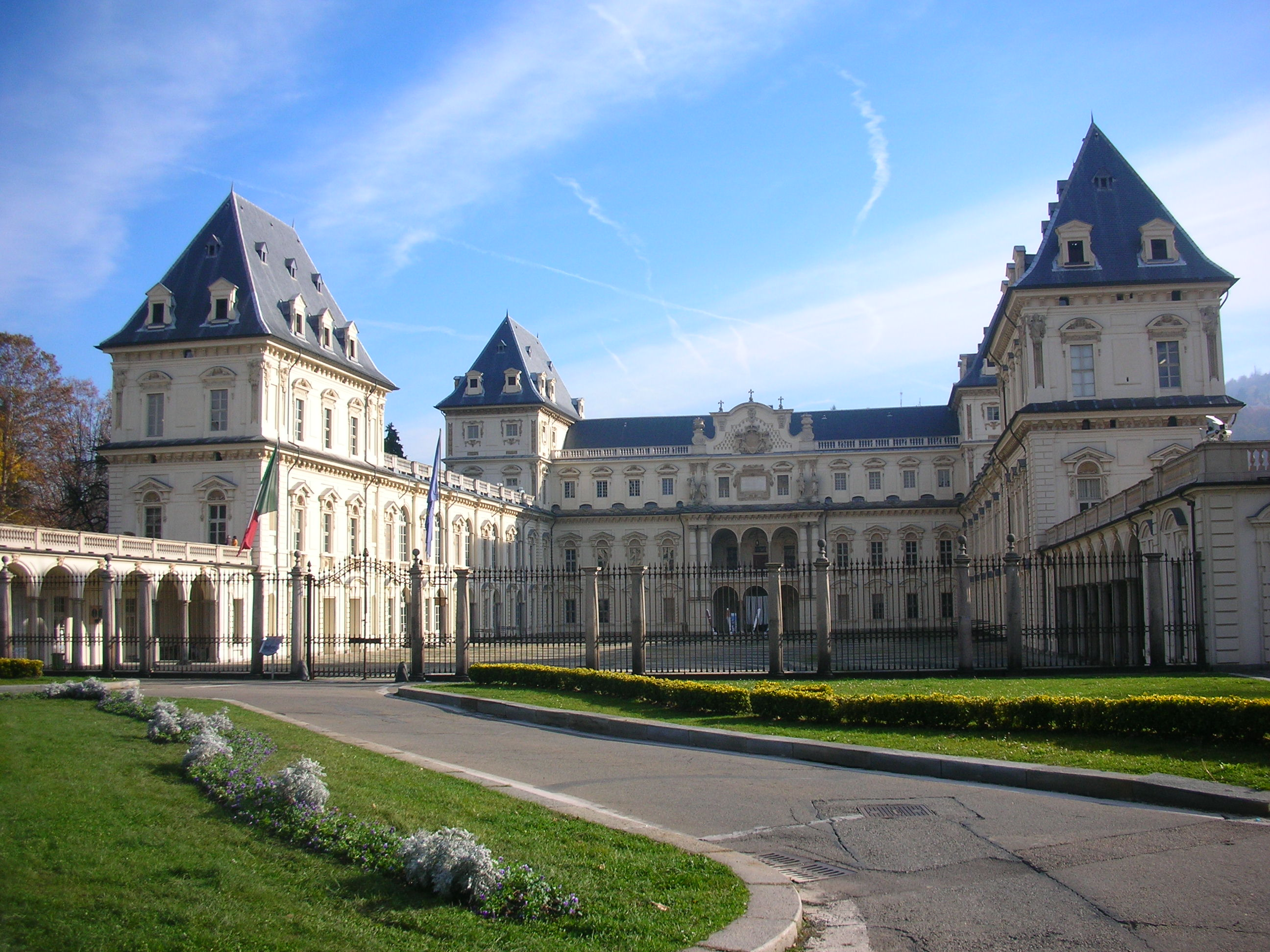
Castello del Valentino
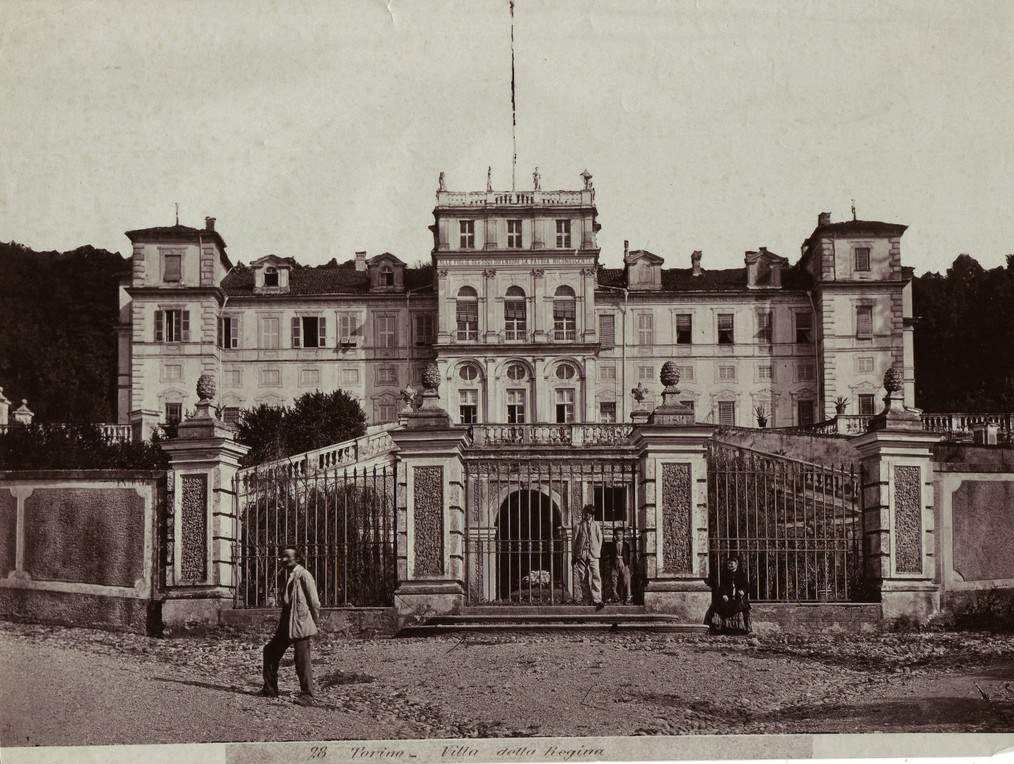
Villa della Regina
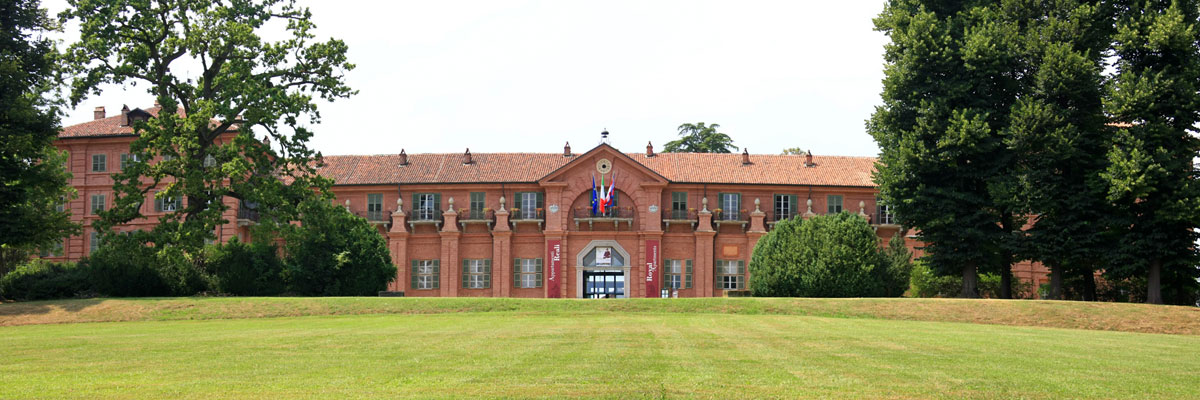
Castello della Mandria
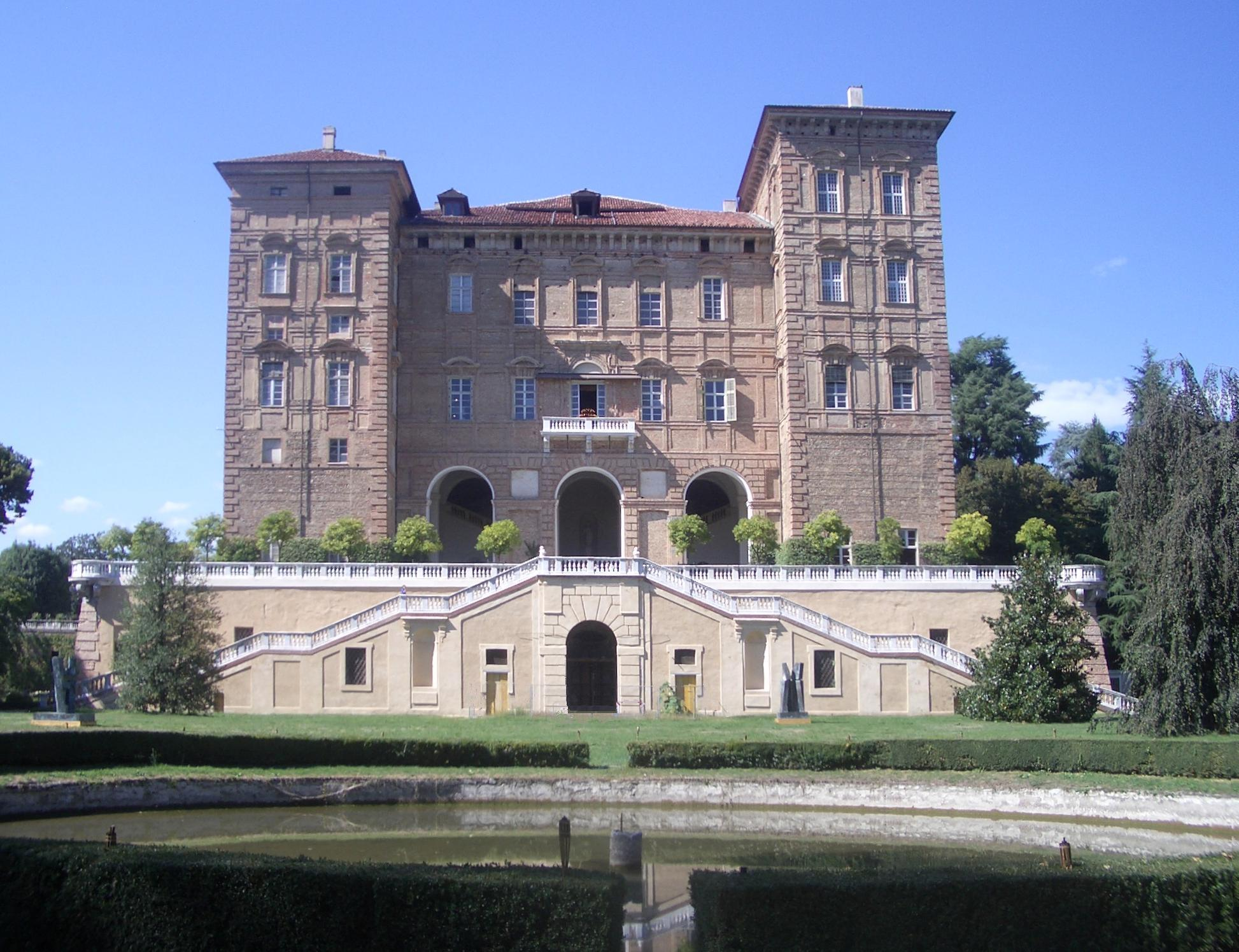
Kasteel van Agliè
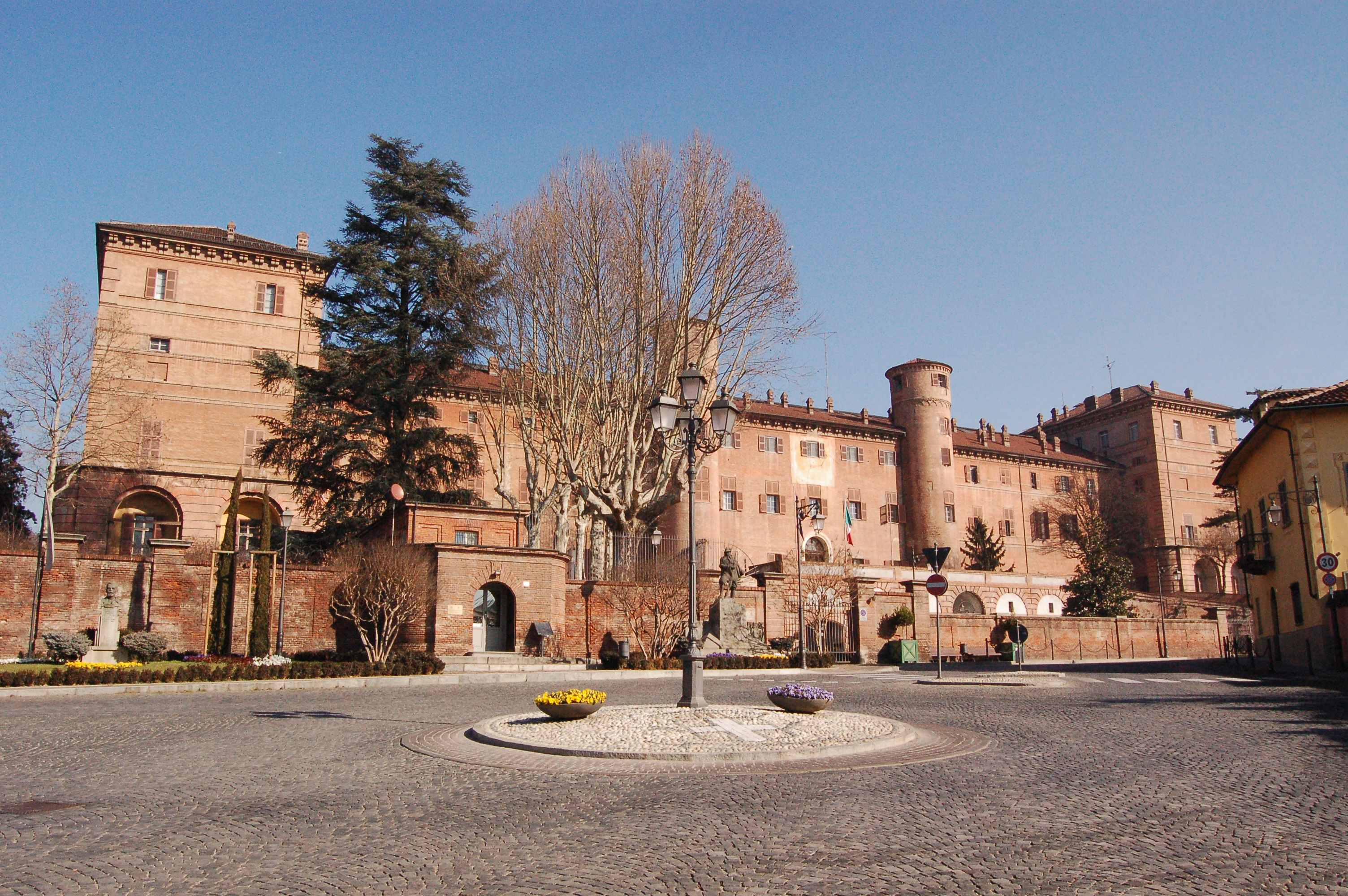
Kasteel van Moncalieri
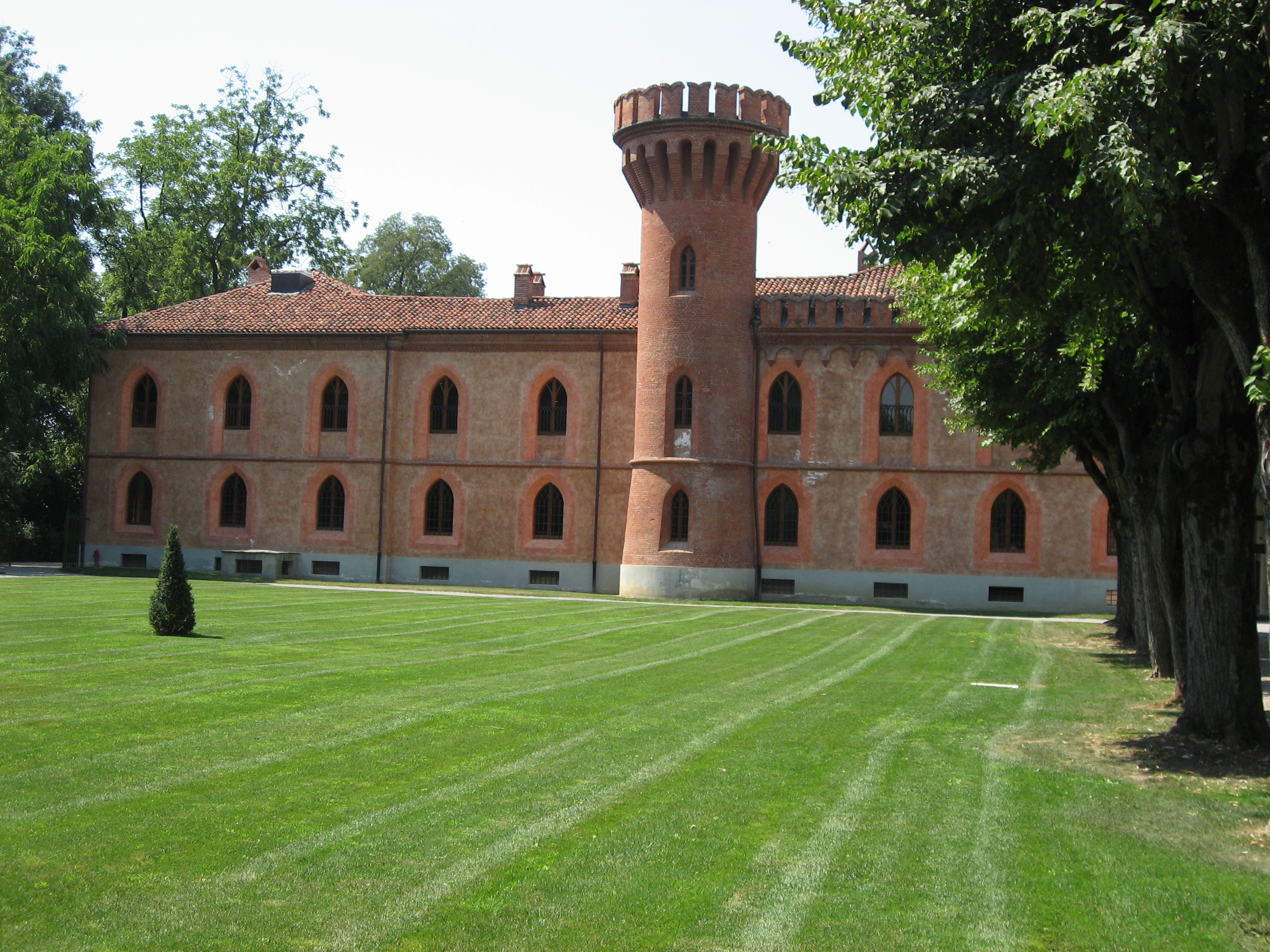
Kasteel van Pollenzo
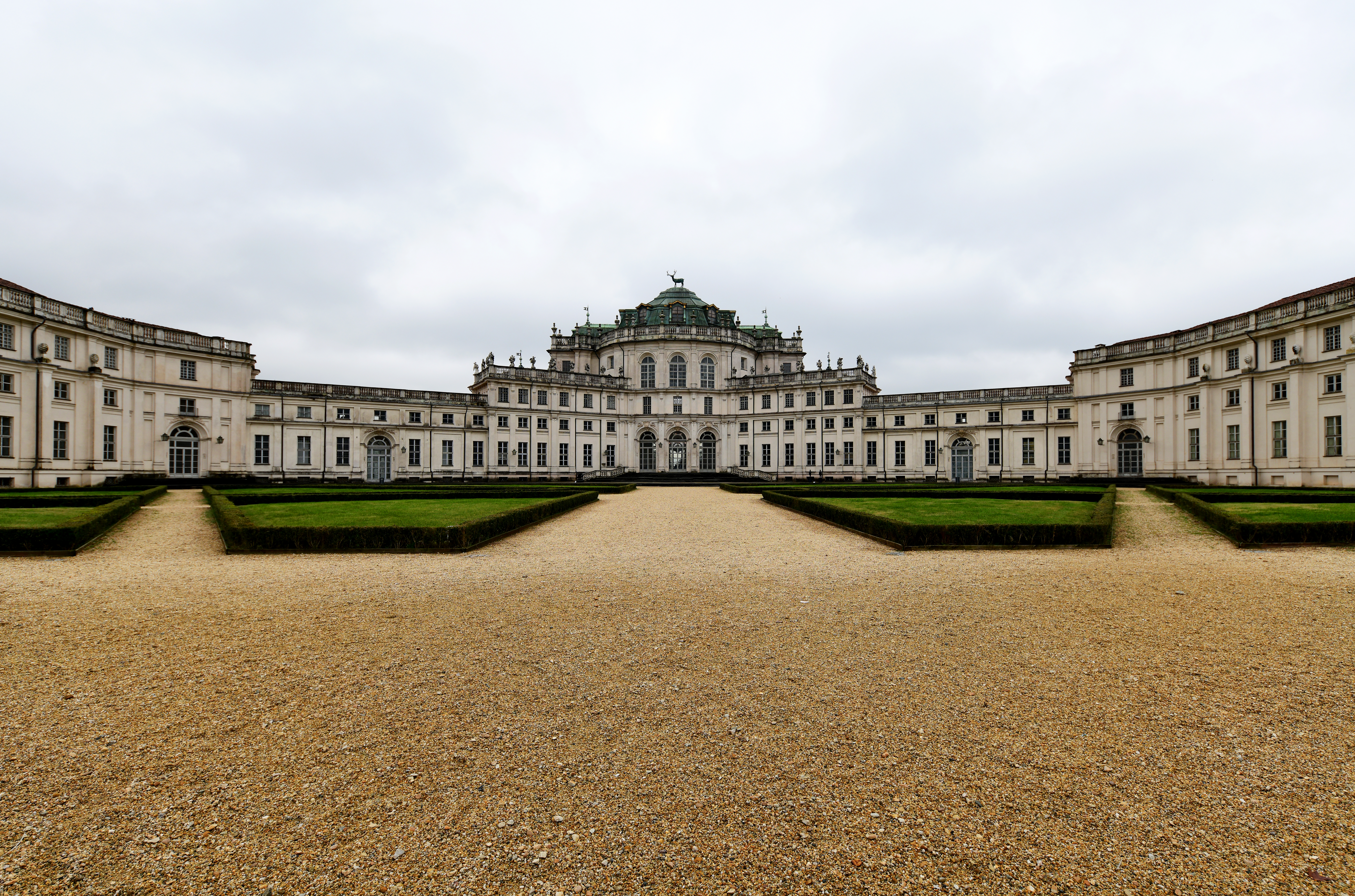
Het Stupinigi-jachtslot
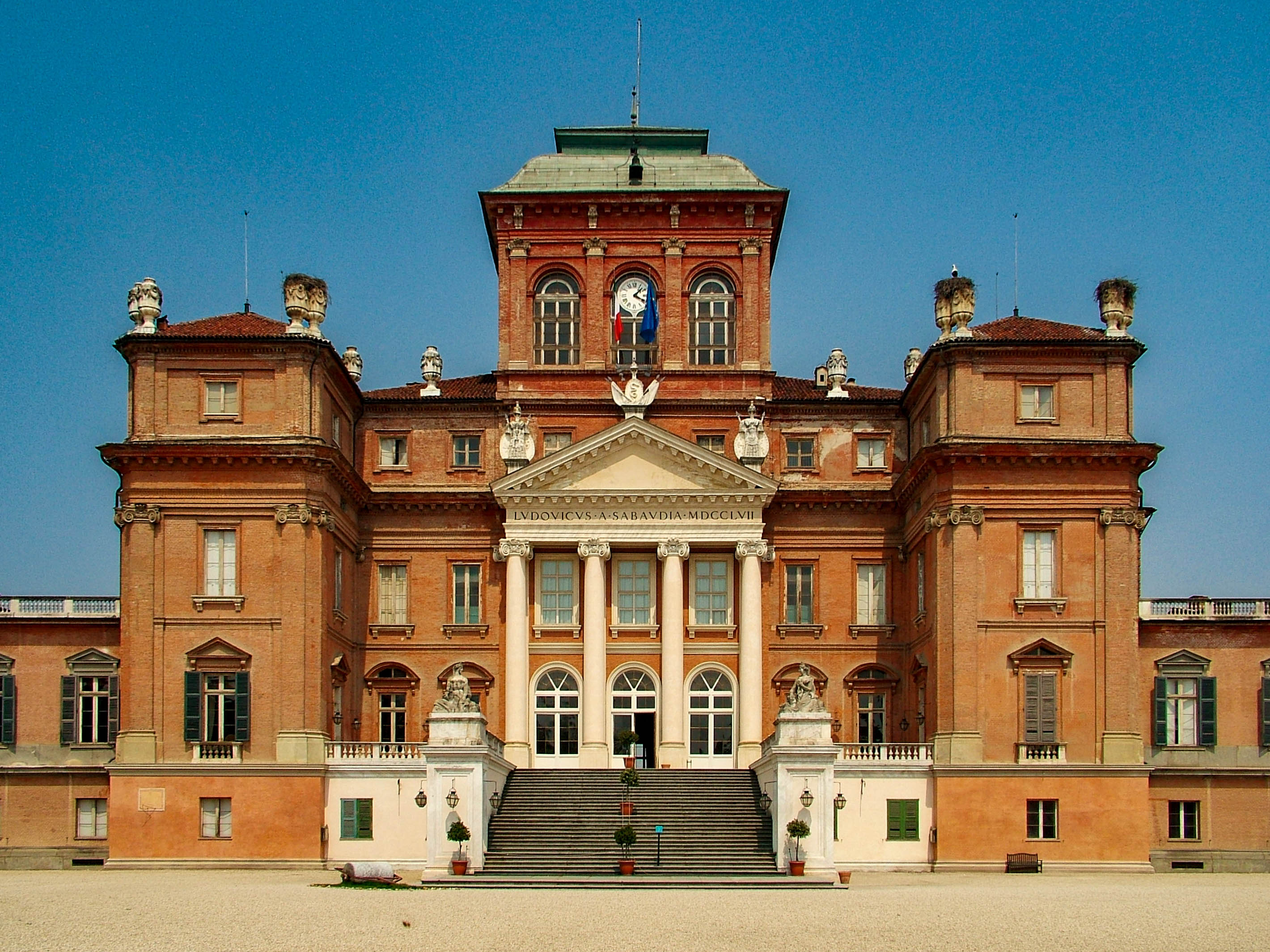
Kasteel van Racconigi
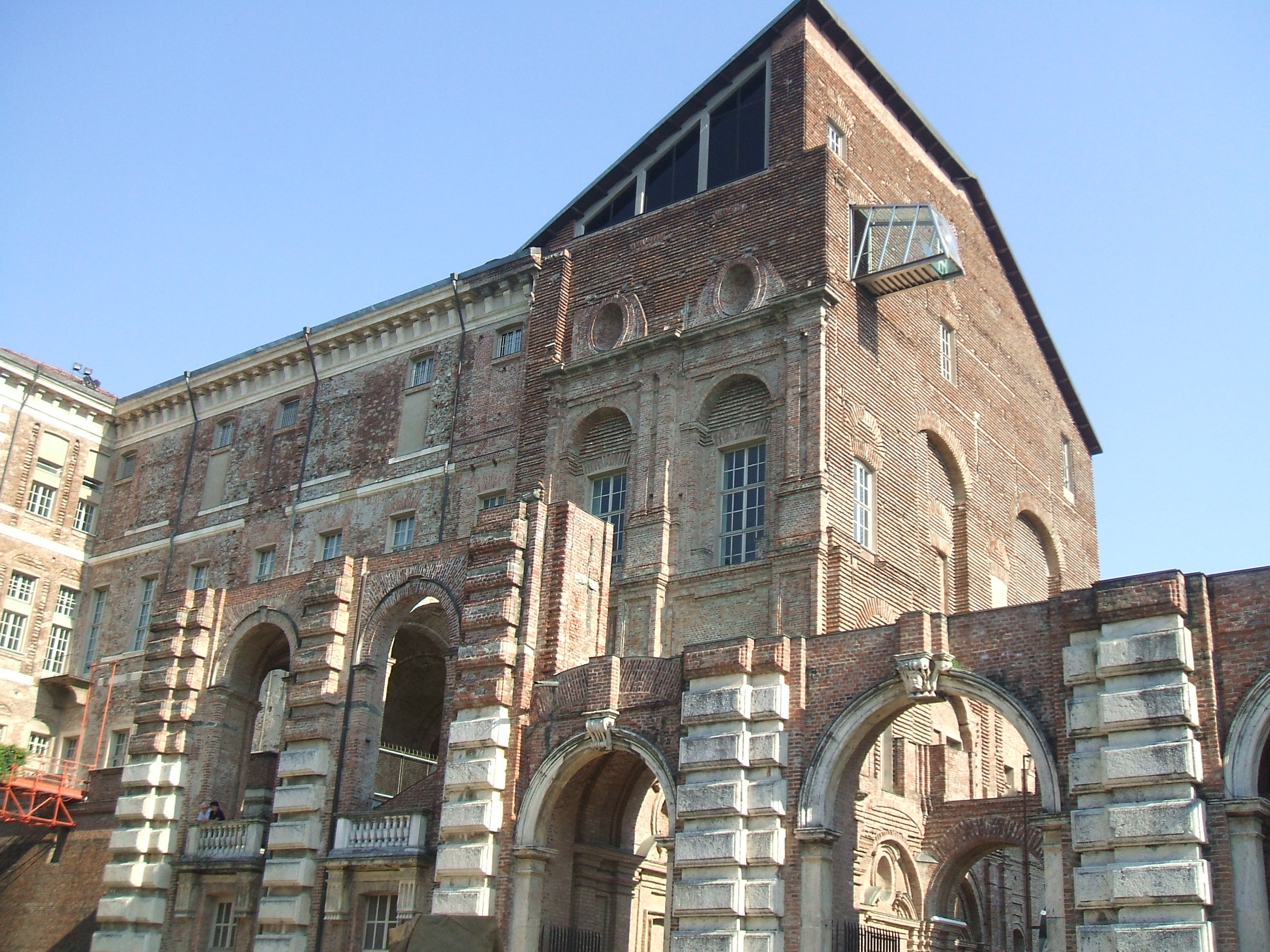
Kasteel van Rivoli
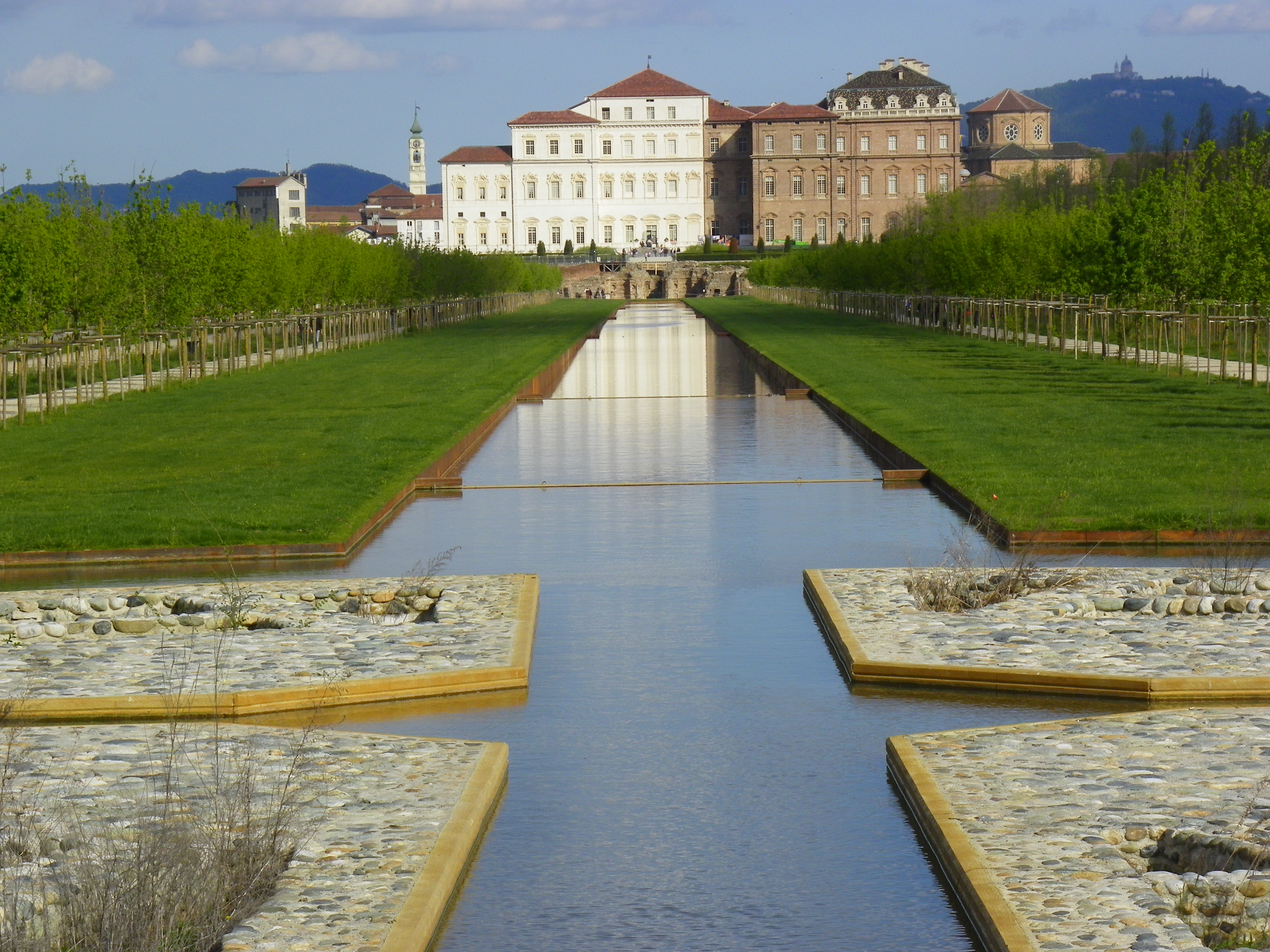
Paleis van Venaria
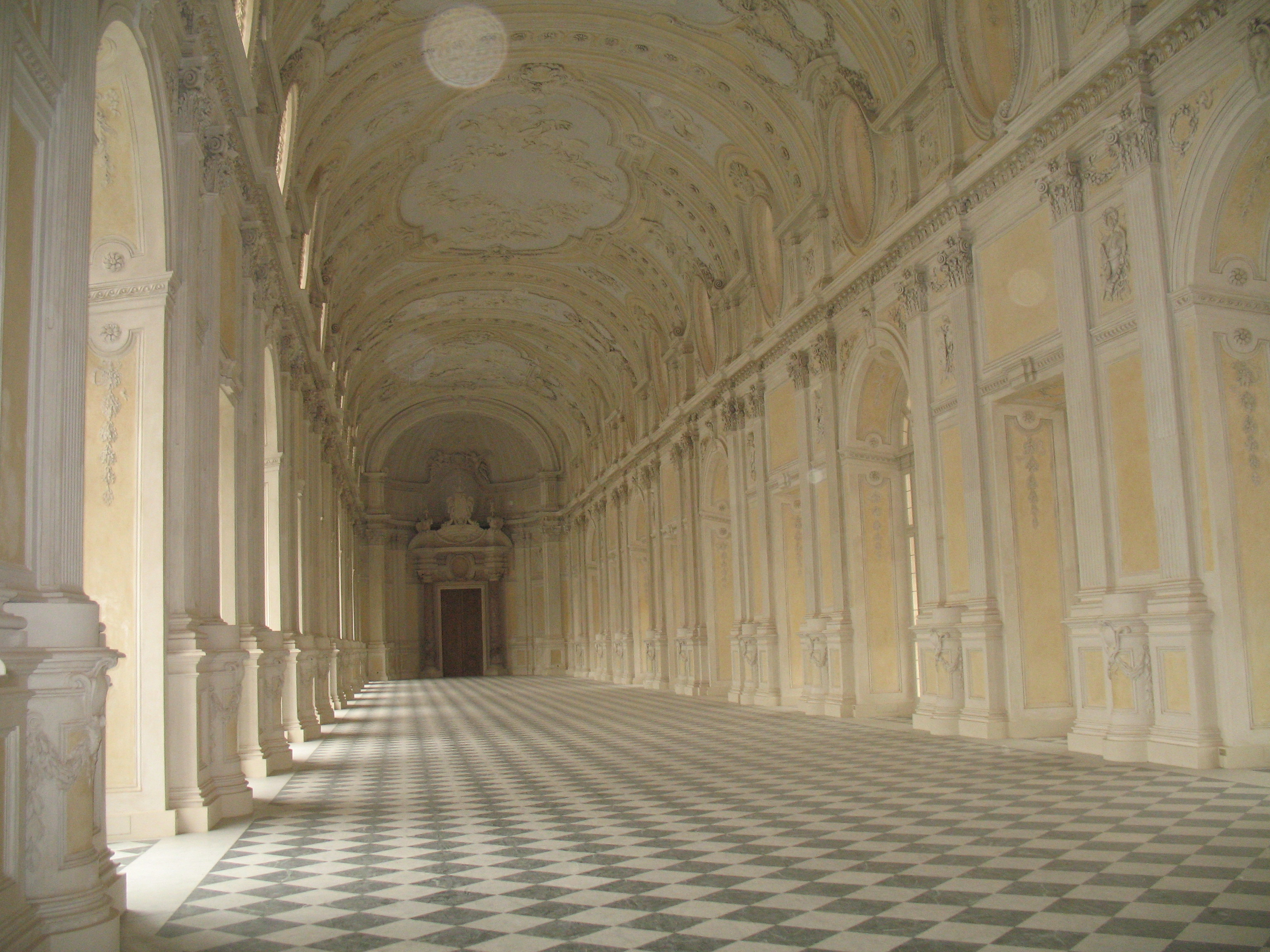
Grote galerij van het paleis van Venaria

## Historische achtergrond en beschrijving

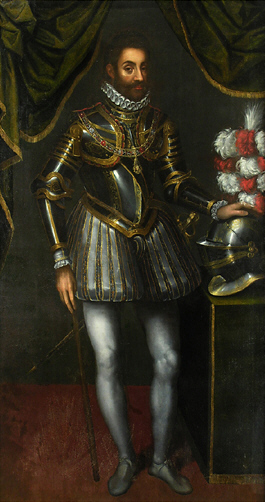
Emanuel Filibert van Savoye

Emanuel Filibert van Savoye verhuisde zijn hof in 1562 van Chambéry naar Turijn en maakte zo van de stad de hoofdstad van zijn hertogdom. Turijn was op dat moment nog een kleine versterkte middeleeuwse stad waar de renaissance nog geen grote invloed had uitgeoefend. Emanuel Filibert en zijn opvolgers gaven echter een nieuw elan aan de stad en aan de streek eromheen door in de 17e en 18e eeuw meerdere barokresidenties te laten bouwen. Dit bouwprogramma was het symbool van de absolute macht van het Huis Savoye. De heersers bouwden op deze manier hun staat en een Europese hoofdstad uit. De bouw van deze residenties ging gepaard met een stedenbouwkundig systeem waarbij de paleizen onderling en met de villa's verbonden worden. Tegelijkertijd krijgen de streek en de stad, het centrum van de macht, ook een architectonische eenheid en plechtigheid.
De gebouwen in Turijn die een uitdrukking zijn van de centrale macht van het Huis Savoye zijn met elkaar verbonden via het Koninklijk Paleis en vertegenwoordigen de politieke, administratieve en culturele macht die het Huis Savoye uitoefende. Samen met de stadspaleizen vormen zij de kern van het erfgoed. De daaromheen liggende residenties zijn makkelijk te bereiken via een netwerk van rechte, met bomen omzoomde avenues, die straalsgewijs vanuit het centrum naar de rand van de stad lopen. Dit verhoogt het de cohesie van het erfgoed.
De residenties op het platteland, gebouwd langsheen de Po en in uitgestrekte beboste gebieden, zijn voornamelijk lust- en jachtsloten die dienden als referentiepunt in een geheel van grote landgoederen die zowel op economisch als op strategisch vlak van belang waren.
De dynastieke verwantschappen tussen het Huis Savoye en andere Europese koninklijke hoven deden aan het hof van Turijn een artistiek en cultureel kosmopolitisme ontstaan. De heersers van het Huis Savoye waren fervente bouwheren en zij gaven opdrachten aan internationaal bekende architecten, artiesten en landschapsarchitecten zoals Ascanio Vitoti, Carlo en Amedeo di Castellamonte, Guarino Guarini, Filippo Juvarra, Michelangelo Garove, Benedetto Altieri, Daniel Seiter, Francesco Solimena, Sebastiano Ricci, Charles Andre Vanloo, Claudio Francesco Beaumont, Francesco Ladatte, Michel Benard, en vele anderen.

## Chronologie
Bij de verhuis van zijn hoofdstad naar Turijn was Emanuel Filibert van Savoyes (1553-1580) voornaamste zorg om de verdedigingswerken van de stad beter te maken. Hij bracht zijn residentie onder in het voormalige bisschoppelijke paleis. Tussen het eind van de 16e en het begin van de 18e eeuw slaagden zijn opvolgers erin om drie grote uitbreidingsprojecten, met als middelpunt de Piazza Castello, uit te voeren.
het eerste urbanisatie- en renovatieproject werd opgestart door Karel Emanuel I van Savoye (1580-1630) en was gebaseerd op de plannen van de architect Ascanio Vitozzi. De bedoeling was om ten noordoosten van de stad een machtscentrum te creëren dat praktisch gezien makkelijker te verdedigen zou zijn en dat meer zou passen bij zijn prinselijke titel. Het voormalige hertogelijke paleis werd herbouwd met een nieuwe oriëntatie, zodat het in direct contact stond met de Piazza Castello. Het was ook verbonden met het zuiden van de stad via een nieuw aangelegde weg (de huidige Via Roma), die leidde naar de hertogelijke Mirafiori-residentie op het platteland, die vandaag de dag niet meer bestaat. Dit project was innovatief, omdat het zowel een link creëerde met de stad als met de streek eromheen.
In 1673 gaf Karel Emanuel II van Savoye (1638-1675) aan Amedeo di Castellamonte de opdracht om de stad naar het oosten uit te breiden, in de richting van de Po. Deze nieuwe as, de Via Po, verbond de Piazza Castello met de brug die toegang gaf tot de heuvels waar de Villa della Regina gelegen is. Tegelijkertijd werd ook de Piazza Castello naar het oosten uitgebreid. Aan de oostzijde van het plein werden later het Koninklijk Theater en het Staatssecretariaat gebouwd.
Victor Amadeus II van Sardinië (1675-1730) gaf de opdracht tot de derde uitbreiding aan Michelangelo Garove, Antonio Bertola en (vanaf 1716) Filippo Juvarra. Deze uitbreiding vond plaats in het westen van de stad, van de Porta Susina naar het kasteel van Rivoli en het Stupinigi-paleis.
Karel Emanuel III van Sardinië (1720-1730) zette de projecten van zijn vader verder. Hij maakte plannen voor het Koninklijk Paleis, het Staatssecretariaat en het Koninklijk Theater aan de Piazza Castello en startte ook een renovatie van de residenties. Deze opdrachten werden toevertrouwd aan Juvarra en, nadat deze in 1735 Turijn had verlaten, aan Benedetto Alfieri.
Rotstekeningen van Valcamonica · Kerk en dominicanenklooster van Santa Maria delle Grazie met "Het Laatste Avondmaal" van Leonardo da Vinci · Historisch centrum van Rome, de bezittingen van de Heilige Stoel in die stad met speciale territoriale rechten en Sint-Paulus buiten de Muren · Historisch centrum van Florence · Venetië met zijn lagune · Domplein van Pisa · Historisch centrum van San Gimignano · Sassi en het park met de rotskerken van Matera · Vicenza en de Palladiaanse villa's in Veneto · Historisch centrum van Siena · Historisch centrum van Napels · Crespi d'Adda · Ferrara, stad van de renaissance in de Po-delta · Castel del Monte · Trulli van Alberobello · Vroeg-christelijke monumenten van Ravenna · Historisch centrum van Pienza · 18e-eeuws Koninklijk Paleis van Caserta met park, aquaduct van Vanvitelli en San Leuciocomplex · Residenties van het Koninklijk Huis van Savoye · Botanische tuin in Padua · Porto Venere, Cinque Terre en de eilanden Palmaria, Tino en Tinetto ·  Kathedraal, Torre Civica en Piazza Grande, Modena · Archeologisch Pompeï, Herculaneum en Torre Annunziata · Amalfitaanse kust · Archeologisch Agrigento · Villa Romana del Casale · Nuraghe Su Nuraxi bij Barumini · Nationaal park Cilento, Vallo di Diano e Alburni met archeologisch Paestum en Velia en Kartuizerklooster San Lorenzo · Historisch centrum van Urbino · Archeologische opgravingen en Patriarchale Basiliek van Aquileia · Villa Adriana, Tivoli · Eolische Eilanden · Assisi, Sint-Franciscusbasiliek en andere franciscaanse locaties · Verona · Villa d'Este, Tivoli · Laatbarokke steden in het Val di Noto (Zuidoost-Sicilië) · Heilige bergen · Monte San Giorgio · Etruskische begraafplaatsen van Cerveteri en Tarquinia · Val d'Orcia · Syracuse en de rotsnecropolis van Pantalica · Genua: Le Strade Nuove en het systeem van de Palazzi dei Rolli · Oude en voorhistorische beukenbossen van de Karpaten en andere regio's van Europa · Mantua en Sabbioneta · Rhätische Bahn in het Albula/Bernina-landschap · Dolomieten · Longobarden in Italië. Plaatsen van macht (568-774 na Christus) · Prehistorische paalwoningen in de Alpen · Etna · Villa's en tuinen van de Medici in Toscane · Wijngaardlandschap van Piëmont: Langhe-Roero en Monferrato · Arabisch-Normandisch Palermo en de kathedralen van Cefalù en Monreale · Venetiaanse verdedigingswerken van de 15e tot 17e eeuw: Stato da Terra - westelijke Stato da Mar · Ivrea, industriestad van de 20e eeuw · De prosecco-heuvels van Conegliano en Valdobbiadene · Historische kuuroorden van Europa (Montecatini Terme) · Padua's 14e-eeuwse frescocycli · De portieken van Bologna · Via Appia. Regina viarum · Graftraditie in prehistorisch Sardinië: de Domus de Janas